# Shinjitai
Shinjitai (em shinjitai: 新字体; em kyūjitai: 旧字体; significando "nova forma de caracteres, ideogramas") são as formas de kanji usadas no Japão desde a promulgação da Lista Toyo kanji, em 1946. Algumas das novas formas encontradas no shinjitai são também encontradas no chinês simplificado, sendo que o primeiro geralmente teve mudanças menos radicais. Desse modo, os kanjis japoneses modernos se aproximam mais dos ideogramas do chinês tradicional.
O shinjitai foi criado reduzindo o número de traços do kyūjitai ("forma antiga de caracteres, ideogramas"), kanjis não simplificados equivalentes aos caracteres do chinês tradicional, também chamados de seiji (正字), que significa caracteres próprios, corretos, através de um processo (similar àquele do chinês simplificado) de substituir o tsukuri (旁, a parte do lado direito do kanji), que indica a leitura On com outro ideograma da mesma leitura e com menos traços, ou substituindo um componente complexo de um caractere por um mais simples.
Houve algumas fases de simplificações feitas desde a década de 1950, mas nenhuma mudança ocorreu desde a promulgação da lista Jōyō kanji, em 1981, até as atualizações de 2010.

## Antecedentes
As seguintes formas foram estabelecidas como resultado das reformas de ideogramas do pós-guerra. Entretanto, elas não foram criadas completamente a partir do zero, visto que muitos eram baseados em abreviações manuscritas (ryakuji,略字) amplamente usados no período pré-guerra. Devido à complexidade do kanji, muitas abreviações eram usadas na escrita à mão, custo status ascendeu para se tornar os ideogramas oficiais ns reformas do pós-guerra. Prestou-se atenção para o balanço estético dos ideogramas em suas novas formas.
| Kyujitai | → | Shinjitai | On'yomi | Kun'yomi | Tradução                                  |
| -------- | - | --------- | ------- | -------- | ----------------------------------------- |
| 鐵       | → | 鉄        | tetsu   |          | (nome) ferro (metal)                      |
| 與       | → | 与        | yo      | ata(eru) | (verbo) doar, transmitir                  |
| 學       | → | 学        | gaku    | mana(bu) | (verbo) aprender                          |
| 體       | → | 体        | tai     | karada   | (nome) corpo                              |
| 臺       | → | 台        | tai     |          | (nome) posição, forma curta para Taiwan   |
| 國       | → | 国        | koku    | kuni     | (nome) país, reino, nação                 |
| 關       | → | 関        | kan     | seki     | (preposição) envolver, sobre              |
| 寫       | → | 写        | sha     | utsu(su) | (verbo) escrever ou compor                |
| 廣       | → | 広        | kō      | hiro(i)  | (adjetivo) expansivo, amplo               |
| 圓       | → | 円        | en      | maru(i)  | (nome) Iene; (adjetivo) redondo, circular |

### Simplificações não-oficiais
Existem outros ryakuji desses tipos amplamente usados, tais como as abreviações para 門 (no chinês simplificado, essa abreviação, 门, tornou-se oficial) e 第 (que existe em Unicode como 㐧, mas esses ideogramas não foram incluídos nas reformas shinjitai.
Ao contrário do chinês simplificado, que é aplicado a todos os ideogramas, a simplificação no shinjitai foi apenas aplicado oficialmente para os caracteres nas Listas de Kanjis Toyo e Joyo, com a forma do kyujitai permanecend ocomo a forma oficial do Hyōgaiji (表外字, ideogramas não incluídos nas listas Toyo e Joyo). Por exemplo, o ideograma 擧(KYO, agaru, ageru; subir) foi simplificado como 挙, mas o ideograma 欅 (keyaki; árvore de zelkova) que também continha 擧, permaneceu não-simplificado devido ao seu status de Hyogaiji.
As formas simplificadas do hyogaiji existem e são chamadas de "shinjitai extenso" (拡張新字体, kakuchō shinjitai). No entanto, eles não são oficiais, uma posição reiterada no relatório do Conselho Nacional de Linguagem de 2000 sobre ideogramas não listados na Tabela de Kanjis do Joyo.
O jornal Asahi Shimbun usa uma simplificação completa do hyogaiji, sendo que suas simplificações internas são chamadas de caracteres Asahi. Por exemplo, Keiren (痙攣, cãibras, espasmos, convulsões) é simplificado seguindo o modelo 經→経 e 戀→恋. Fala-se que isso foi feito porque na época da impressão datilografada em máquinas de escrever kanjis mais complicados não poderiam ser impressos com clareza.
O padrão JIS contém inúmeras formas simplificadas de kanji seguindo o modelo das simplificações do shinjitai, tais como 﨔 (a forma simplificada de 欅); muitos desses foram incluídos no Unicode, apesar de não estarem presentes na maioria dos conjuntos dos caracteres de kanjis.

## Métodos de simplificação do kanji

### Adoção de formas cursivas e semicursivas
As formas de escrita cursiva e de escrita semicursiva dos kanjis eram adotadas como shinjitai. Alguns exemplos:
- 圖→図
- 觀→観
- 示 (radical de religião/cerimônia) →礻
- 晝→昼

A simplificação de 门 mencionada acima também se originou da forma semicursiva, mas geralmente não é aceita na escrita oficial japonesa.

### Padronização e unificação das formas de ideogramas
Ideogramas que possuíam dois ou mais variantes foram padronizadas sobre uma única forma. O ideograma 島 (TŌ, shima; ilha) também tem as forams variantes 嶋 (ainda visto em nomes próprios) e 嶌, mas a forma 島 tornou-se padronizada. O radical 辶 era impresso com dois pontos (como no hyogaiji 逞) mas passou a ser escrito com um (como em 道), então a forma escrita com um ponto tornou-se o padrão. O ideograma 青 (SEI, SHŌ, aoi; azul) era impresso como 靑 mas escrito como 青, então a forma escrita tornou-se o padrão. A parte de cima 丷 dos ideogramas 半, 尊, e 平 era impressa como 八 e escrita como 丷 (como nesses três exemplos), mas antiga forma impressa é ainda vista em caracteres hyogaiji 絆 and 鮃.

### Mudança de ideograma indicando a leituraOn
Os kanjis da família keisei monji (形声文字) contêm um radical (bushu, 部首) e um ideograma indicando sua leitura On (onpu, 音符). 清, 晴, 静, 精, 蜻 são todos lidos com a leitura On SEI, como indicado pelo onpu 青. Nesse método de simplificação, um onpu que é complicado é substituído por um kanji mais simples com a mesma leitura, por exemplo, o ideograma 圍 (I, kakomu; anexar), cujo onpu é 韋 (lido como I), é substituído por 井 (também lido como i, apesar de essa ser na verdade a leitura Kun) para se tornar 囲. Outras simplificações desse método incluem 竊→窃, 廰→庁, 擔→担. Há também simplificações manuscritas coloquiais baseadas nesse modelo, cujos vários símbolos não-kanji são usados como onpu, por exemplo 魔 (MA; demônio) [simplificação:广+マ {Katakana ma}], 慶 (KEI; júbilo) [广+K] , 藤 (TŌ, fuji; glicínia) [艹+ト {Katakana to}], e 機 (KI; máquina, oportunidade) [木+キ {Katakana ki}].

### Remoção de partes complicadas
Alguns kanjis foram simplificados removendo-se partes inteiras. Por exemplo,
- A parte 倠 de 應 foi removida para se tornar 応.
- 藝→芸
- 縣→県
- 絲→糸
- 蟲→虫

Um exemplo curioso é 龍, que significa "dragão". Ele foi simplicado para 竜, mas o mesmo ideograma foi não simplificado quando aparecia como uma parte de outro kanji. Um exemplo particularmente curioso é 襲, que significa "ataque", pois ele aparece na lista do joyo kanji (e é o único ideograma contendo 龍 a ser incluído na lista) apesar de 龍 não aparecer.
Como um dos aspectos controversos do chinês simplificado, alguns shinjitai foram originalmente ideogramas separados com significados diferentes. Por exemplo, o shinjitai 芸 (GEI; performance, feito), que era originalmente um ideograma separado lido com a leitura On UN. Muitos dos ideogramas originais que foram fundidos não são mais usados no japonês moderno: por exemplo, 豫 (YO, arakaji(me); com antecedência) e 餘 (YO, ama(ri); excesso) foram unificados com 予 e 余, respectivamente, ambos kanjis arcaicos para o pronome de primeira pessoa "eu". Entretanto, 芸 apresenta um problema: na primeira biblioteca pública do Japão, Untei (芸亭) (feito durante o período Nara) usa esse caractere. Esse ideograma também tem importância na literatura japonesa clássica e os livros de história japoneses tinham de distinguir entre os dois escrevendo UN e usando a antiga forma do radical 艹, 十十.